# Peter Falk

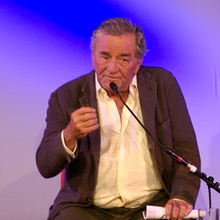
Peter Falk 2007.

Peter Falk, född 16 september 1927 i New York i New York, död 23 juni 2011 i Beverly Hills i Kalifornien, var en amerikansk skådespelare. 
Peter Falk är främst känd för rollen som kommissarie Columbo som han spelade för det amerikanska TV-bolaget NBC 1968 samt mellan 1971 och 1977. Under åren 1971 till 1977 ingick Columbo i NBC:s koncept "Mystery Sunday" och varvades med andra TV-deckare, som Mc Cloud och Mc Millan med fru. Genom att spela flera separata TV-deckare med ganska få avsnitt per säsong och varva dessa enligt ett fast schema kunde NBC erbjuda högkvalitativ underhållning varje söndag. Falk återkom i samma roll för det likaledes amerikanska TV-bolaget ABC 1989. I dessa avsnitt lades efter hand allt större vikt på kommissariens lustiga egenheter. Peter Falk började efter hand också själv regissera. Ett fåtal av dessa avsnitt avvek från det vanliga mönstret att tittarna alltid får veta vem mördaren är redan innan han själv träder in i handlingen (till exempel avsnittet "Under Cover", där Columbo till och med beväpnar sig med pistol). Det absolut sista avsnittet på ABC sändes år 2003.

## Biografi
Med undantag för framträdanden i amatöruppsättningar debuterade Peter Falk som skådespelare 1956 i en Off-Broadway-föreställning av Don Juan av Molière. Efter tre år på diverse teaterscener i New York, flyttade Falk till Hollywood där hans första större filmroll kom i filmen Nattens vargar (1960) vilken han också Oscarsnominerades för. Samma år Emmynominerades han för tv-serien The Law and Mr. Jones. Han fick sin andra Oscarsnominering för den av Frank Capra regisserade Fickan full av flax redan året därpå. 1962 vann han också en Emmy Award för The Price of Tomatoes. Falk har också en liten roll som taxichaufför i En ding, ding, ding, ding värld 1963.
Falks debut i paradrollen som kommissarie Columbo skedde i TV-filmen Prescription: Murder 1968 som byggde på en pjäs av Richard Levinson och William Link. Tre år senare kom ännu en TV-film; Ransom For A Dead Man och samma år startade också TV-serien med samma namn. Första avsnittet av TV-serien regisserades för övrigt av Steven Spielberg. Totalt har det gjorts 69 avsnitt av serien, det senaste så sent som 2003. Falk har nominerats till tio stycken Emmys för sin roll som Columbo och han har tagit hem priset fyra gånger.
Förutom Columbo spelade Falk under 1970-talet också teater på Broadway i Neil Simons pjäs The Prisoner of Second Avenue. Simon är också upphovsmannen till tre av Falks mest kända filmer; Släpp deckarna loss, det är mord (Murder by Death, med Peter Sellers) 1976 , Snacka om deckare, alltså! (The Cheap Detective) 1978 och TV-filmen Solskenspojkarna (The Sunshine Boys, med Woody Allen) 1995.
Många av Falks filmer är komedier, men han har även spelat allvarligare roller. Exempel på detta är En kvinna under påverkan (1974) där Falk, i regi av John Cassavetes, spelar en make till sin psykiskt sjuka hustru (Gena Rowlands). 
Förutom skådespeleriet målade Falk också, men han ansåg sig inte ha någon större talang för måleri utan såg det bara som en hobby. 
Peter Falks memoarer, där man bland annat får se några av hans teckningar, kom ut 2006 under titeln Just One More Thing: Stories from My Life. 
Peter Falks högra öga opererades bort när han var barn på grund av retinoblastom, cancer i ögats näthinna. 
Falk avled i sviterna av Alzheimers sjukdom.

## Filmografi i urval
- 1958 – Wind Across the Everglades
- 1960 – Nattens vargar
- 1961 – Fickan full av flax
- 1962 – Tryckpunkten
- 1963 – Balkongen
- 1963 – En ding, ding, ding, ding värld
- 1964 – 5 äss i leken
- 1965 – Den stora kapplöpningen jorden runt
- 1965 – Italienare, duktigt folk (Italiani brava gente)
- 1966 – Penelope... min tjuvaktiga fru
- 1966 – Too Many Thieves
- 1967 – I k-ä-ä-ä-raste laget
- 1968 – Slaget vid Anzio!
- 1968 – Jakten på Machine Gun McCain
- 1969 – Fästningen i Ardennerna
- 1970 – Äkta män
- 1971–2003 – Columbo (TV-serie) (78 avsnitt)
- 1974 – En kvinna under påverkan
- 1976 – Kort lycka (TV)
- 1976 – Släpp deckarna loss, det är mord
- 1977 – Premiärkvällen
- 1978 – Snacka om deckare, alltså!
- 1978 – Brinks-stöten
- 1979 – Skjut inte på tandläkaren!
- 1981 – Mupparnas nya äventyr
- 1981 – Knockout-brudarna
- 1986 – Försäkringstrubbel
- 1987 – Briljanta bedragare
- 1987 – Bleka dödens minut
- 1987 – Himmel över Berlin
- 1988 – Pyramidens hemlighet
- 1989 – Maffiaprinsessan
- 1990 – Mord säger stjärnorna
- 1990 – Crazy Radio Days
- 1995 – I nöd och lust
- 1995 – Solskenspojkarna (TV)
- 2000 – Sommarstorm (TV)
- 2001 – En försvunnen värld (Miniserie)
- 2002 – Iceman
- 2004 – Hajar som hajar (röst)
- 2007 – Next